# ميغيل أنخيل موراتينوس
ميغيل أنخيل موراتينوس كويوبي (بالإسبانية: Miguel Ángel Moratinos) (مواليد 8 يونيو 1951 في مدريد، إسبانيا) هو دبلوماسي ورجل سياسي إسباني. إنه وزير الخارجية في حكومة خوسيه لويس ثباتيرو منذ العام 2004.

## دراسته
درس القانون وألعلوم ألسياسية. يعرف عدة لغات مثل اللغة الفرنسية أو اللغة الإنجليزية أو اللغة الروسية أو اللغة الصربية.

## مهنته الدبلوماسية
في العام 1974، التحق بوزارة الخارجية الإسبانية كرئيس شعبة لأوروبا الشرقية. من 1980 إلى 1984، شغل منصب سكرتير أول ثم قائم بالأعمال في سفارة إسبانيا بيوغوسلافيا، ثم مستشار سياسي في سفارة إسبانيا بالمغرب.من 1984 إلى 1987. بالعام 1987، عُيِّن نائبا للمدير العام لشمال أفريقيا ثم من 1991 إلى 1993 مديرا لمعهد التعاون مع العالم العربي.
. من 1993 إلى 1996، كان سفيرا في إسرائيل.و في العام 1996، عُيِّن مندوب الاتحاد الأوروبي لعملية السلام بإسرائيل.
في العام 2007، عُيِّن رئيسا لمنظمة الأمن والتعاون في أوروبا.

## مشواره السياسي
في العام 2004، اُنتُخِب نائبا عن مدينة قرطبة في لائحة الحزب الاشتراكي العمالي الإسباني..
شغل منصب وزير الخارجية في حكومة خوسيه لويس ثباتيرو من 18 أبريل 2004 إلى 20 أكتوبر 2010‘‘‘‘‘‘.
في العام 2007، عُيِّن رئيسا لمنظمة الأمن والتعاون في أوروبا (Organization for security and cooperation in Europe).

## مناصب و عضوية
- أستاذ بمعهد الدراسات السياسية بباريس منذ2011.
- عضو مجلس قيادة شبكة حلول التنمية المستدامة التابعة للأمم المتحدة (SDSN).
- رئيس شبكة استراتيجية التنمية الاقتصادية الريفية REDS.
- الممثل السامي للأمم المتحدة لتحالف الحضارات منذ 1 يناير 2019[11]‘[12]‘[13]‘[14]‘[15]‘[16]‘[17]‘[18]‘[19]‘[20]‘[21]‘.[22]
- عضو لجنة التحكيم جائزة زايد للإخوة الإنسانية.[23]

## جوائز و أوسمة
- نيشان كارلوس الثالث من رتبة الصليب الكبير (2010)
- جائزة طوماس دي أكوينو من جامعة قرطبة (2010)
- وسام الاستحقاق الدستوري (2011)
- الجائزة الدولية للدبلوماسية الشعبية (2011)[24]
- وسام الراية الصربي من الدرجة الأولى (2017)[25]
- نيشان الاستحقاق لجمهورية بولندا من الدرجة الأولى (2017)[26]
- ميدالية إحياء الذكرى الخامسة والعشرين لاستقلال كازاخستان (2017)
- جائزة "جامعة الدول العربية" من قبل السيد أحمد أبو الغيط، الأمين العام لجامعة الدول العربية، تكريماً وتقديراً لدوره في تعزيز العلاقات العربية الإسبانية (2019)[27]‘.[28]

## دكتوراة فخرية
- الدكتوراه الفخرية من جامعة مالطا.(2007)
- الدكتوراه الفخرية من جامعة بن غوريون (2010)
- الدكتوراه الفخرية من جامعة القدس (2010)
- الدكتوراه الفخرية من جامعة تل أبيب. (2011)
- الدكتوراه الفخرية من جامعة سانت بطرسبرغ (2011)

## في الإنترنت
- (بالإسبانية) حياته

## روابط خارجية
- ميغيل أنخيل موراتينوس على موقع مونزينجر (الألمانية)